# Pinnula (botanica)

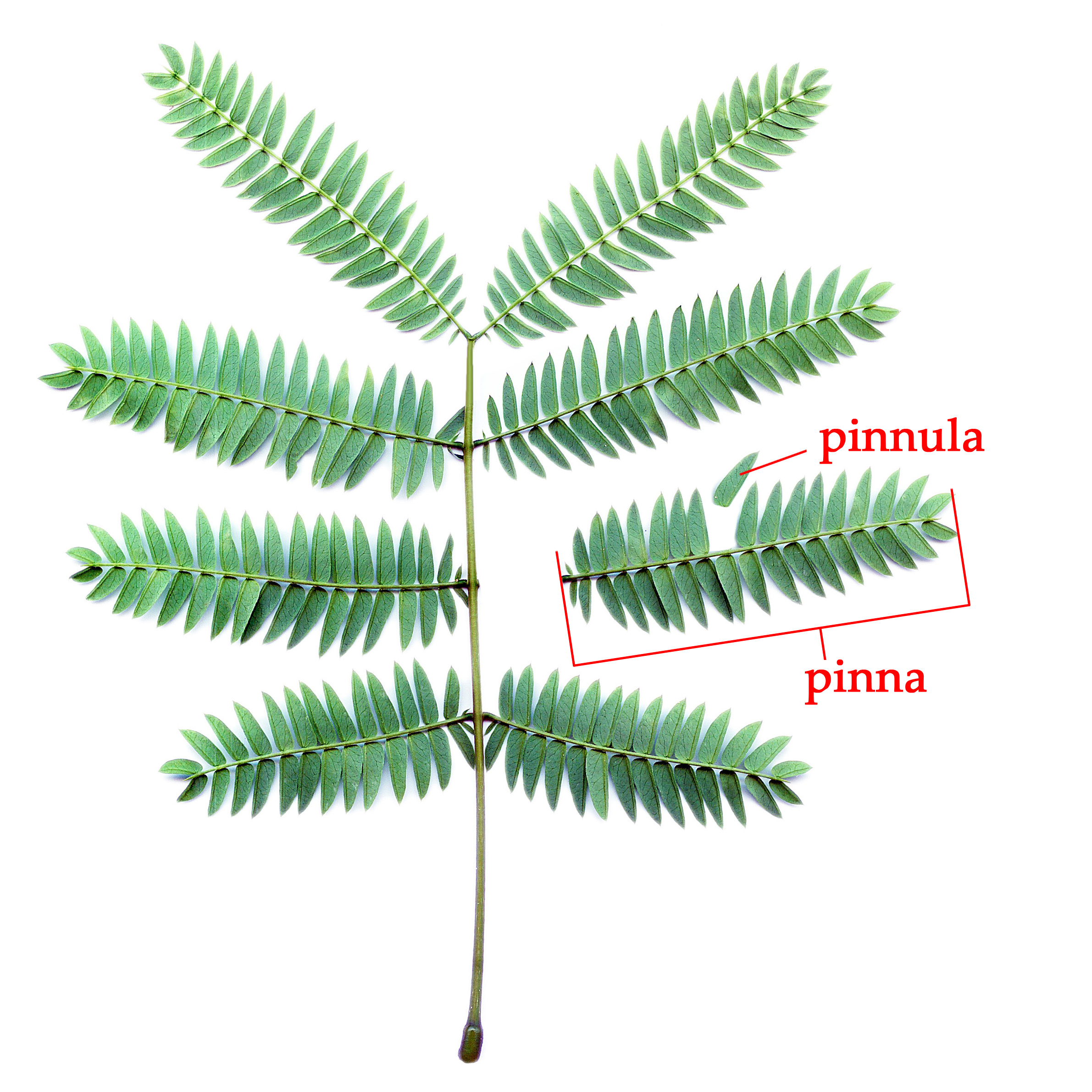
Pinna e pinnula

In botanica il termine pinnula può indicare ciascuna delle foglioline di secondo o terzo ordine delle foglie pennatocomposte ovvero una delle ultime suddivisioni delle fronde delle felci. Il termine si adopera talora anche per indicare le ultime ramificazioni del tallo di alcune alghe.